# Шахматный экслибрис
Шахматный экслибрис (от лит. ex libris — из книг) — экслибрис (книжный знак) шахматного содержания. Появился впервые в 1-й половине XVIII века; автор — библиофил из Гданьска Якоб Теодор Клейн (1685—1760). Предшественниками экслибриса можно считать шахматные виньетки и сюжетные миниатюры из книги У. Кэкстона (1474) и шахматного учебника Дамиано (1512). 
Зарождение шахматного экслибриса в советской графике связано с ксилографией Н. П. Дмитревского (1925), адресованной А. А. Сидорову, впоследствии видному советскому книговеду и искусствоведу, члену-корреспонденту АН СССР, который собрал достаточно полную для своего времени шахматную библиотеку. 
Как жанр шахматной тематики, экслибрис получил наибольшее распространение в 1960—1980-е годы ввиду возросшего выпуска шахматной литературы в мире. Современный экслибрис отличаются фантазией в разработке сюжета и композиции, оригинальной манерой исполнения и высокой техникой изготовления. 
В развитие жанра экслибриса вклад внесли художники-графики разных стран: Е. В. Терехов, Б. Французов, Е. Кузнецова, Л. М. Курис, А. Сазонов (все — СССР), Р. Балон, Р. Левандовский, К. М. Сопочко (все — Польша), Л. Надь и В. Корнхер (оба — Венгрия), Г. Мейер (ФРГ) и другие. Экслибрису посвящены В. Смыслову, М. Талю, Т. Петросяну, А. Карпову, Н. Гаприндашвили, М. Чибурданидзе и другим шахматистам, историкам шахмат, шахматным литераторам. Разнообразно их содержание: например, в экслибрисе Смыслова московский график Б. Малинин изобразил ладью на шахматной доске, обрамлённой лавровой ветвью, латышский график Д. Рожкалнс нарисовал Таля на фоне шахматной доски в виде рыцаря, скачущего с копьём наперевес по земному шару, эстонский художник Р. Кальо изобразил П. Кереса в характерной для него позе и так далее. В ряде экслибрисов казанской художницы и шахматистки Г. Сатониной наряду с шахматными мотивами встречаются атрибуты, характерные для профессии или увлечения обладателя книжного знака: например, в экслибрис гроссмейстера М. Тайманова, помимо шахмат, отражено его увлечение фортепианной музыкой, о чём свидетельствует изображение рояля рядом с шахматной фигурой, в эсклибрисе советского шахматиста А. Батуева (любителя птиц и животных) изображён попугай и так далее. В экслибрисах, выполненных для шахматных историков и литераторов, присутствуют историко-литературные мотивы и аллегории; в ряде экслибрисов Е. Гижицкого изображены средневековые шахматные фигуры или рыцарские доспехи с шахматной символикой. Гижицкий собрал уникальную коллекцию экслибрисов. В 1984 в Польше прошла его выставка, где было представлено 385 экспонатов.